# Tư Mã Du
Tư Mã Du (司馬攸; 248-283), con thứ của Tư Mã Chiêu, em ruột Tư Mã Viêm, về sau Tư Mã Chiêu thấy anh mình là Tư Mã Sư không có con nên tặng ông cho Tư Mã Sư (vốn gọi Tư Mã Sư là bác), được phong Tề Vương năm 265. Ông từng được Tư Mã Chiêu chọn làm Thái Tử kế vị Tấn Vương để sau đó lên làm hoàng đế (vì là con sau này của Tư Mã Sư) nhưng thực tế là vai em của Tư Mã Viêm nên cuối cùng đã không được chọn Thái Tử.

## Gia đình

### Tổ tiên
- Tư Mã Thiên (司馬遷) (nhà sử học nổi tiếng, tổ tiên xa)
- Tư Mã Quân (司馬鈞) (tổ đời 7)
- Tư Mã Lượng (司馬量) (tổ đời 6)
- Tư Mã Tuấn (司馬儁) (kị)
- Tư Mã Phòng (司馬防) (cụ)

### Tổ tiên gần
- Ông nội: Tư Mã Ý (chữ Hán: 司马懿; 179 – 7/9/251) tự Trọng Đạt
- Bà nội: Trương Xuân Hoa (189-247) sau được phong Tuyên Mục Hoàng hậu (宣穆皇后).
  - Cha: Tư Mã Chiêu (司馬昭; 211-265)
  - Mẹ: Vương Nguyên Cơ sau được truy phong Văn Minh Hoàng Hậu.
  - Cha nuôi: Tư Mã Sư (chữ Hán: 司馬師; 208-255) (vốn là bác ruột, anh Tư Mã Chiêu)

### Anh em ruột
Anh em ruột vì vậy tất cả anh em là con Tư Mã Chiêu
- Anh trai: Tư Mã Viêm (司馬炎; 236-290), sau này là Tấn Vũ đế
- Em trai: 
  - Tư Mã Triệu (司馬兆), chết trẻ (10 tuổi), sau truy phong là Thành Dương Ai vương
  - Tư Mã Định Quốc (司馬定國), chết non (3 tuổi), sau truy phong là Liêu Đông Điệu Huệ vương
  - Tư Mã Quảng Đức (司馬廣德), chết non (2 tuổi), sau truy phong là Quảng Hán Thương vương
  - Tư Mã Giám (司馬鑒; ?-297), Nhạc An Bình vương (năm 265)
  - Tư Mã Cơ (司馬機), Yên vương (năm 265)
  - Tư Mã Vĩnh Tộ (司馬永祚), chết non
  - Tư Mã Duyên Tộ (司馬延祚), Nhạc Bình vương
- Em gái:
  - Kinh Triệu công chúa, gả cho Quách Đức (郭德)
  - Thường Sơn công chúa

### Hậu duệ
- Con cái: Tư Mã Quýnh (chữ Hán: 司马冏, ?-302), tên tự là Cảnh Trị (景治). Sau tham gia Loạn bát vương (kế vị chức Tề Vương sau khi Tư Mã Du qua đời)